# Vacanze matte
Vacanze matte (Pioneer, Go Home!) è un romanzo di Richard Powell del 1959.

## Trama
Narra la storia di una famiglia non conforme americana del New Jersey composta da padre, figlio maggiore (Toby), due gemelli imparentati alla lontana di circa 8 anni (Eddy e Teddy) dei quali si occupa una baby-sitter. Mentre stanno tornando a casa in auto, i Kwimper trovano una strada in costruzione dove è vietato l'accesso al pubblico, ma è proprio per questo che il padre si sente autorizzato a percorrerla, in quanto cittadino che riceve legalmente i sussidi.
Dopo una settantina di chilometri l'auto rimane senza benzina e i Kwimper sono costretti ad accamparsi. Per alcuni giorni la famiglia si organizza con parti di auto per costruire pentole e quel che le serve, nutrendosi di frutta e pesce e dormendo su aghi di pino fino a che un burbero funzionario li caccia.
Il fatto di essere stati trattati male, unito a quello che l'ente che ha costruito la strada ha richiesto solo 15 metri tra laghi e isolette permette alla famiglia di tornare indietro ed accamparsi definitivamente nella terra di nessuno oltre la strada.
Questo spazio diventa quindi il fulcro del libro ed attrae anche un gruppo di mafiosi che pretendono di intimorire la famiglia, ma ne usciranno malconci, sconfitti da Toby che, ingenuo, onesto ed ottimista come Candido vede sempre tutto rosa.
A questo si aggiunge il lato sentimentale/piccante: una procace assistente sociale, intervenuta per i gemelli, su mandato dell'ostile funzionario, tradisce il suo mandato cercando di "acchiappare" il fascinoso primitivo Toby a danno della "scheletrica" baby-sitter.
Sulla prima edizione americana la recensione richiamava sia ai valori dei primi pionieri sia alla lotta del singolo contro il governo.

## Al cinema
Nel 1962 dal romanzo è stato tratto il film Lo sceriffo scalzo (Follow that Dream) di Gordon Douglas con Elvis Presley.